# Шмальц
Шмальц, чи шмалець (їд.: שמאלץ, нім.: Schmaltz) — це топлений качинний, курячий або гусячий жир. Він є невід’ємною частиною традиційної ашкеназької єврейської кухні, де століттями використовується в широкому спектрі страв, таких як курячий суп, латкес, маце брай (бабка з маци), рублений паштет, суп з кнейдлах (схожі на книдель), смажене курча, та багато інших; є кошерним замінником смальцю, кулінарному жиру чи підсилювачу смаку.

## Етимологія
Слово Шмальц походить від німецького дієслова нім.: schmelzen «топити, плавити», від західногерманського кореня *smeltan, сучасної англійської анг.:to smelt. Це слово потрапило в англійську мову завдяки ашкеназі, які розмовляли на їдиші та використовували термін шмальц для позначення кошерного жиру птиці. На їдиші שמאַלץ, відноситься виключно до топленого пташинного жиру, частіше курячого, але на відміну від нього, англійський термін schmaltz споріднений німецькому терміну Schmalz, який може стосуватися будь-якого топленого жиру тваринного походження, включаючи смалець (Schweineschmalz) і пряжене масло ( Butterschmalz ). Згідно з німецьким законодавством Schmalz має використовувати виключно продукт на основі сала в комерційному контексті.

##### Інші значення
В англійській (США) та івриті термін «Шмальц» використовується метафорично для опису кітчу.  
Також мається на увазі надмірна сентиментальність, у тому числі в мистецтві та музиці. Вперше вживання було задокументовано англійською приблизно в 1950 році. 
У Сполучених Штатах виробники вивісок які були вкриті великими звисаючими блискітками (понад 2,5 см у діаметрі), називали «шмальцем». Коли блискітки відбивали світло і виблискували, створювався візуальний ефект мерехтіння лампочки. Шмальц був дуже популярний до появи електричних і неонових вивісок, але зник наприкінці 1970-х років. 
У Монреальському єврейському сленгу, цей термін означає гроші.

## Історія
Історично склалося так, що курка та, меншою мірою, інша птиця були найпопулярнішим м’ясом у ашкеназькій єврейській кухні, через обмеження щодо євреїв, яким часто не дозволяли володіти землею в Європі, тож вони не мали можливості заводити будь-яку худобу, яка потребувала пасовища. Серед кошерних домашніх тварин, без випасу, можна було вирощувати лише курей та іншу птицю. Шмальц виник у єврейських громадах північної, західної та центральної Європи, оскільки він був економічною заміною оливковій олії, яка зазвичай була недоступна в цих регіонах. Раніше оливкова олія відігравала важливу роль у єврейській обрядовості та гастрономії, вона залишилась більш популярною у кухнях сефардів та мізрахі.

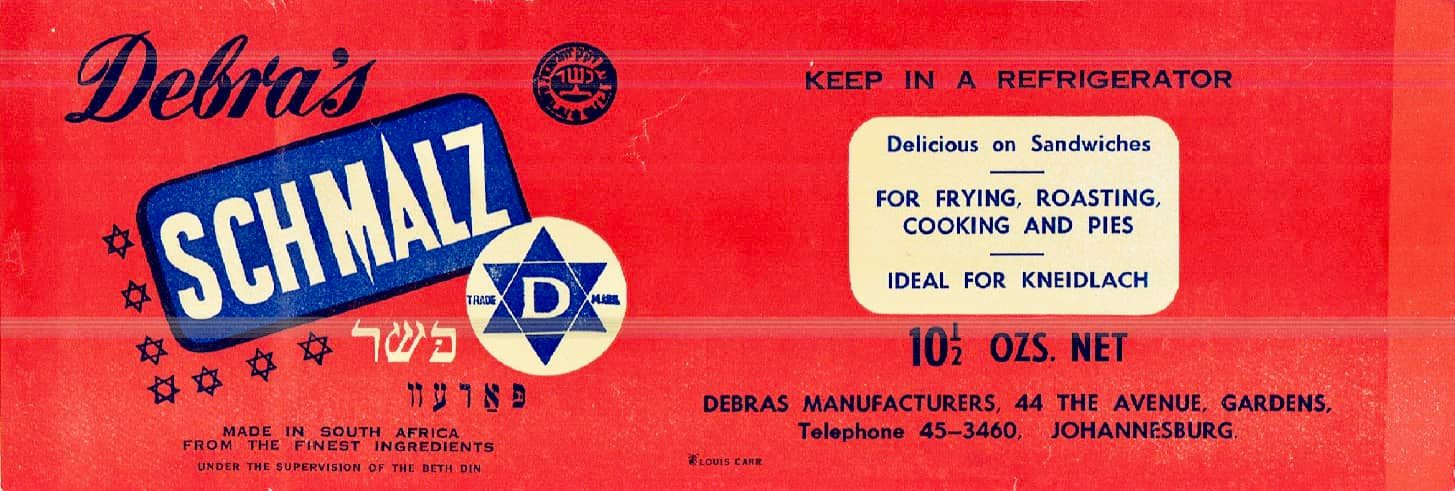
Марка кошерного гусячого смальцю «Debra's Schmaltz», ПАР, 1951 рік

Оскільки оливкова олія та інші рослинні олії (наприклад, кунжутна олія, яку євреї використовували в Месопотамії) були недоступні в північно-західній Європі, ашкеназі звернулися до джерел тваринного походження, як і сусіди неєвреї. Проте кашрут забороняв євреям використовувати найпоширеніші кулінарні жири Європи, а саме масло та сало. Масло, отримане з молока, не можна використовувати з м’ясом відповідно до єврейської заборони на змішування м’яса та молочних продуктів, тоді як сало отримують зі свинини, яка не кошерна (заборонена). Серед менш поширених жирів — лій, отриманий з яловичини чи баранини, він був неекономічним, особливо враховуючи, що практично все сало (сировина для жиру) є хелевом (тваринний жир з частин, які Тора забороняє до вживання). Таким чином, ашкеназським євреям довелося звернути увагу на домашню птицю, як до жиру, який вони могли використовувати у кухарстві. 

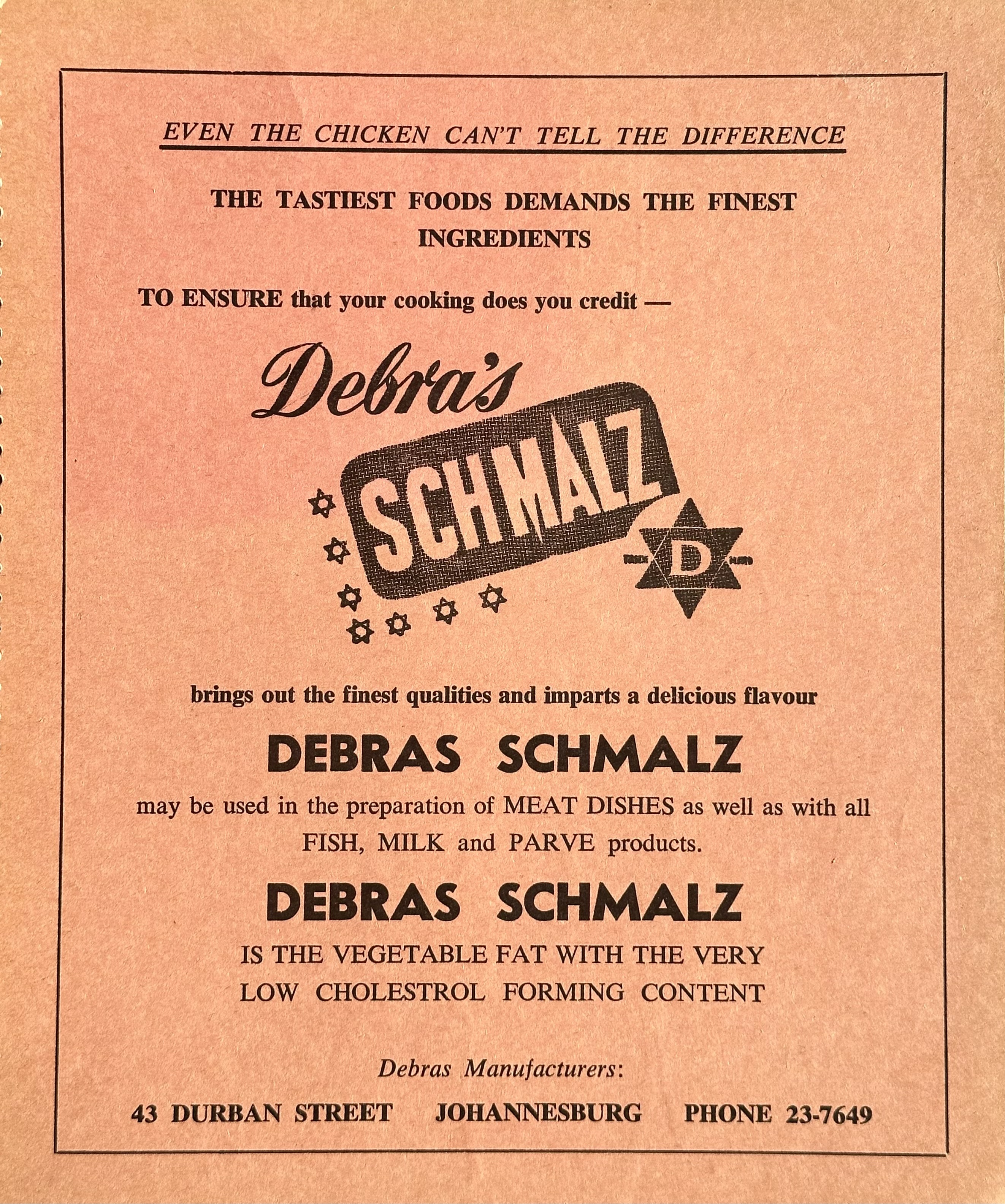
Реклама шмальцю марки «Debra's Schmaltz» 1950-х років

Пташинний жир — шмальц, став найпопулярнішим кулінарним жиром, що використовували в штетлах центральної та східної Європи, у багатьох стравах, які подавалися з м’ясом, або містили м’ясо відповідно до законів кашруту.
На рубежі XX століття, коли євреї втекли від ескалації антисемітизму та переслідувань у Європі, у пошуках притулку в США та інших країнах, вони привезли з собою й свої традиційні страви, зокрема шмальц. Він залишався популярним в американській єврейській кухні, доки не вийшов із загального вживання. У другій половини XX століття через незручність його виготовлення, занепокоєння здоров’ям щодо вмісту насичених жирів, вплив різноманітних дієтичних тенденції та агресивний маркетинг Кріско з їх овочевим шортенінгом (він парве, тобто підходить для вживання як з молочними, так і з м’ясними стравами), шмальц перестав бути актуальним для єврейської громади Нью-Йорка. Зокрема доступнішими та здоровішими стали оливкова олія та маргарин.

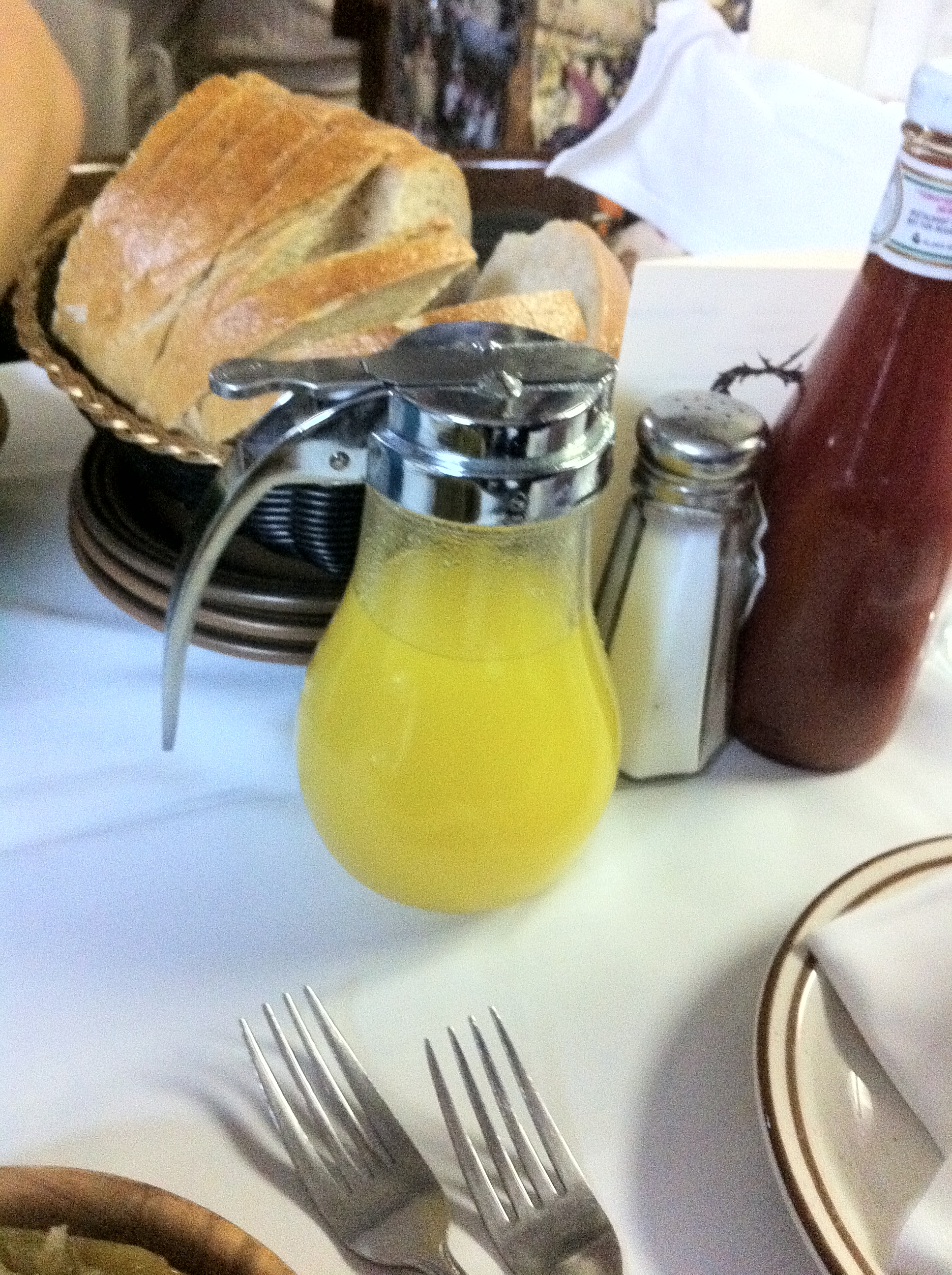
Топлений Шмальц у румунському стейкхаусі «Sammy's», NYC

Починаючи з XXI століття, шмальц відновив більшу частину своєї колишньої популярності, оскільки різні відомі кухарі, такі як Ентоні Бурден, Алон Шая, Майкл Соломонов, Джоан Натан та інші, почали включати його в різні рецепти страв, вводити як частину харчових тенденцій, що популяризують давно забуті єврейські страви. Шмальц також почали використовувати в різних нетрадиційних способах, наприклад, у кукурудзяному хлібі, пирогах з куркою та інших продуктах харчування як підсилювач смаку.

## Вегетаріанський шмальц
Пропонувалися різні вегетаріанські (пареве) версії шмальца, починаючи з Н'яфату (США, Rokeach and Sons, 1924), який в основному складається з кокосової олії, з смаком та кольором цибулі. 
Вегетаріанський шмальц вироблявся токаж і в Південній Африці з липня 1951 року, під маркою «Debra's Schmalz», де «Дебра» відноситься до Дебори Брегман, яка заснувала компанію «Debras Manufacturers». Виробництво розпочалося на домашній кухні Брегмана в Норвуді, а потім було перенесено на спеціальне виробниче підприємство та офіс у Йоганнесбурзі. Слоган «Навіть курка не розрізняє» був доданий незабаром, після початку виробництва. Згодом шмальц марки «Debra's Schmalz» був поширений по всій південній Африці. У 1976 році сім'я Брегманів продала бізнес, а «Debra's Schmalz» продовжувала виготовляти та розповсюджувати свій продукт. Шеф-кухар Одед Шварц розповідає про шмальц Дебри у своїй книзі «У пошуках достатку — історія єврейської кухні». 

## Використання
Зазвичай шмальц має сильний аромат, тому його часто використовують для приготування ситних, жирних страв, таких як рагу або печеня. Він є ключовим інгредієнтом єврейських супів, та деяких чолнту. Його можна використовувати для приготування їжі, басар (м’ясних, від слова ів.:בשר — м'ясо) страв, або парве таких як латкес, маце брай або картопляний кугель, чи замість масла під час смаження картоплі та інших продуктів.
Шмальц надає традиційній східноєвропейській єврейській кухні характерний смак, і саме ому деякі кулінари вважають, що книш повинен містити шмальц, щоб страва мала автентичний смак.
Оскільки процес екстракції при приготуванні шмальцю, видаляє воду та білки, шмальц довго не псується. Його навіть можна використовувати для консервування приготованого м’яса, якщо його розфасувати в герметичні банки та зберігати в прохолодному сухому місці, подібно до французького конфі.
Раніше, у народній (неєврейській) медицині, чистий гусячий шмальц застосовувався при простудних захворюваннях, його додавали в гаряче молоко (зазвичай разом із медом).

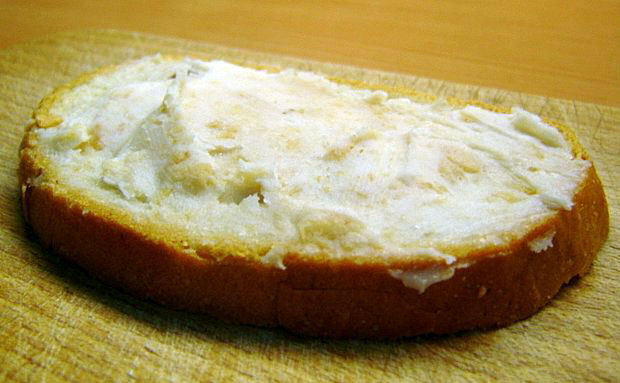
Шмальцеброт

##### Шмальцеброт
Це хліб, намазаний шмальцем, традиційно посоленим. Його також можна їсти як бутерброд із салатом, зеленню кульбаби, ікрою тощо.
Шмальц має сильний смак, властивий тільки тваринному жиру, тому для приготування шмальцеброту краще використовувати хліб який також має сильний смак та аромат, наприклад житній. Шмальцеброт досить популярний у східній Німеччині.

## Рецептура
Виготовлення шмальца полягає в тому, що жирові тканини птиці (курки, качки або гуски) нарізають на дрібні шматочки, витоплюють жир і збирають рідину. Шмальц можна приготувати сухим способом, коли шматочки готуються на повільному вогні і перемішуються, поступово виділяючи розплавлений жир. Також існує мокрий спосіб, при якому жир плавиться шляхом прямого впорскування пари. Розтоплений шмальц потім фільтрують і освітлюють.
Традиційний домашній єврейський шмальц готується шляхом нарізання пташинного жиру на дрібні шматочки та розтоплення на сковороді на слабкому або середньому вогні, як правило, з цибулею. Після того, як більша частина жиру буде вилучена, розтоплений жир проціджують через марлю в ємність для зберігання. Решта темно-коричневих, хрустких шматочків шкірки та цибулі на їдиші відомі як грибенес.
Ще один простий спосіб — як побічний продукт приготування супу або бульйону з птиці. Після того, як птиця звариться в каструлі або мультиварці, бульйон охолоджують, щоб жир піднявся доверху. Потім жир можна зняти, відразу ж отримавши шмальц для інших цілей і нежирного бульйону, який нагрівають вже перед подачею.

##### Топлення
1. Кілограм внутрішнього гусячого жиру без шкіри пропустити через м'ясорубку, помістити у каструлю та поставити на невеликий вогонь. Жир поступово плавиться, спочатку він каламутний, але з часом, в міру випаровування вологи та згортання білків стає дедалі прозорішим.
2. Коли рідина стала майже прохорою додати цибулю (як варіант яблуко).
3. Як тільки цибуля стане зовсім прозорою і лише трохи позолотиться по краях, потрібно процідити шмальц, помістивши жир у чисту банку, як охолоне — прибрати в холодильник.[11]

Значення температури димлення шмальцю 190 °C (375°F)